# The Moldy Peaches
The Moldy Peaches é uma banda de indie rock formada em Nova Iorque, em 1999. É composta por Kimya Dawson e Adam Green. O grupo tornou-se mais conhecido quando a música "Anyone Else but You" foi escolhida para fazer parte da trilha sonora do filme Juno (filme).
A voz única de Dawson confere um som distinto à banda, que trata essencialmente de temas relacionados com a Infância e adolescência.

## História
Adam Green e Kimya Dawson conheceram-se numa loja de discos em Nova Iorque e começaram a trabalhar juntos. Entre 1994 e 1996 gravaram algumas canções, para o qual convidaram alguns amigos.
Em 1998 Adam e Kimya gravaram um álbum sob o nome The Moldy Peaches: The Moldy Peaches 2000: Fer the Kids. Pouco tempo depois, Kimya mudou-se para Port Townsend, em Washington.
No princípio do ano de 1999 Adam também se mudou para Washington, onde gravaram em casa algumas faixas. No final do mesmo ano, a banda voltou a Nova Iorque como um quarteto, devido á inclusão de Jest Commons (guitarra) e Justin Campbell (bateria).
Gradualmente, tornaram-se activos dentro do género anti-folk, chegando mesmo a actuar no Sidewalk Cafe. Algum tempo depois, a banda desintegrou-se. Adam e Kimya aproveitaram para gravar álbuns a solo.
Em 2000 a banda juntou-se de novo, desta vez com uma nova formação: Chris Barron na guitarra, Brian Piltin no baixo e Brent Cole na bateria.
Foi gravado um álbum com 11 faixas, que os levou a um contrato com a editora britânica Rough Trade. A faixa Who's Got the Crack garantiu-lhes algum reconhecimento público. Em 2001 o álbum foi lançado.
Ainda nesse ano, a banda ganhou dois novos membros: Jack Dishel (guitarrista) e Aaron Wilkinson (baixista). Seguiu-se uma tour com a banda The Strokes.
Aaron Wilkinson foi substituído por Toby Goodshank. Wilkinson morreu vítima de uma overdose em Julho de 2003. Os The Strokes dedicaram-lhe o álbum Room on Fire.
Em 2003 foi apresentado o segundo álbum da banda Moldy Peaches.
Depois de uma tour extensiva no Inverno de 2003, a banda entrou em hiatus. No final do ano seguinte interromperam esta pausa para um concerto de beneficência.
Adam e Kimya seguiram as suas carreiras a solo, até 2007, ano em que a canção "Anyone Else but You" integrou a banda sonora do filme Juno (filme) e fez um enorme sucesso (hit #1 na Billboard 200)
Em 2008 a banda foi convidada para ir ao programa de Conan O'Brien, mas o convite foi cancelado devido à greve dos argumentistas.

## Projectos solo
Adam Green lançou recentemente o seu quinto álbum a solo Sixes & Sevens
Kimya continua a fazer pequenos concertos. O seu álbum Remember That I Love You foi bem recebido. Recentemente, Kimya foi mãe.

## Discografia
- 1996 - X-Ray Vision (LP)
- 1999 - Moldy Peaches 2000: Fer the Kids
- 2000 - The Moldy Peaches (CD-R) - Pro-Anti Records
- 2001 - The Moldy Peaches (CD/LP) (compilação)
- 2002 - County Fair/Rainbows (CD single)
- 2003 - Moldy Peaches 2000: Unreleased Cutz and Live Jamz 1994-2002
- 2007 - Anyone Else but You (single)